# 스창역
스창역(중국어: 石厂站, 계획 및 건설 단계에서는 스먼잉역(중국어: 石门营站)으로 불림)은 중국 베이징시 먼터우거우구 융딩 지구 스창 마을의 징쿤로·스위안 남로 교차로에 위치한 베이징 지하철 S1선의 지하철역이다. 2017년 12월 30일 본 노선 개통 및 사용을 개시했다.

## 위치
이 역은 먼터우거우 신도시 남쪽 융딩진 스창춘 서6환로 외곽, 스룽 남로 북쪽에 위치하며 도로를 따라 남서 북동 방향으로 배치되어 있다. 이 노선은 동쪽으로 스룽 남로를 건너 샤오위안역으로 향하고, 서쪽으로는 역 북서쪽에 있는 스먼잉 차량단으로 연결된다.

## 역 구조

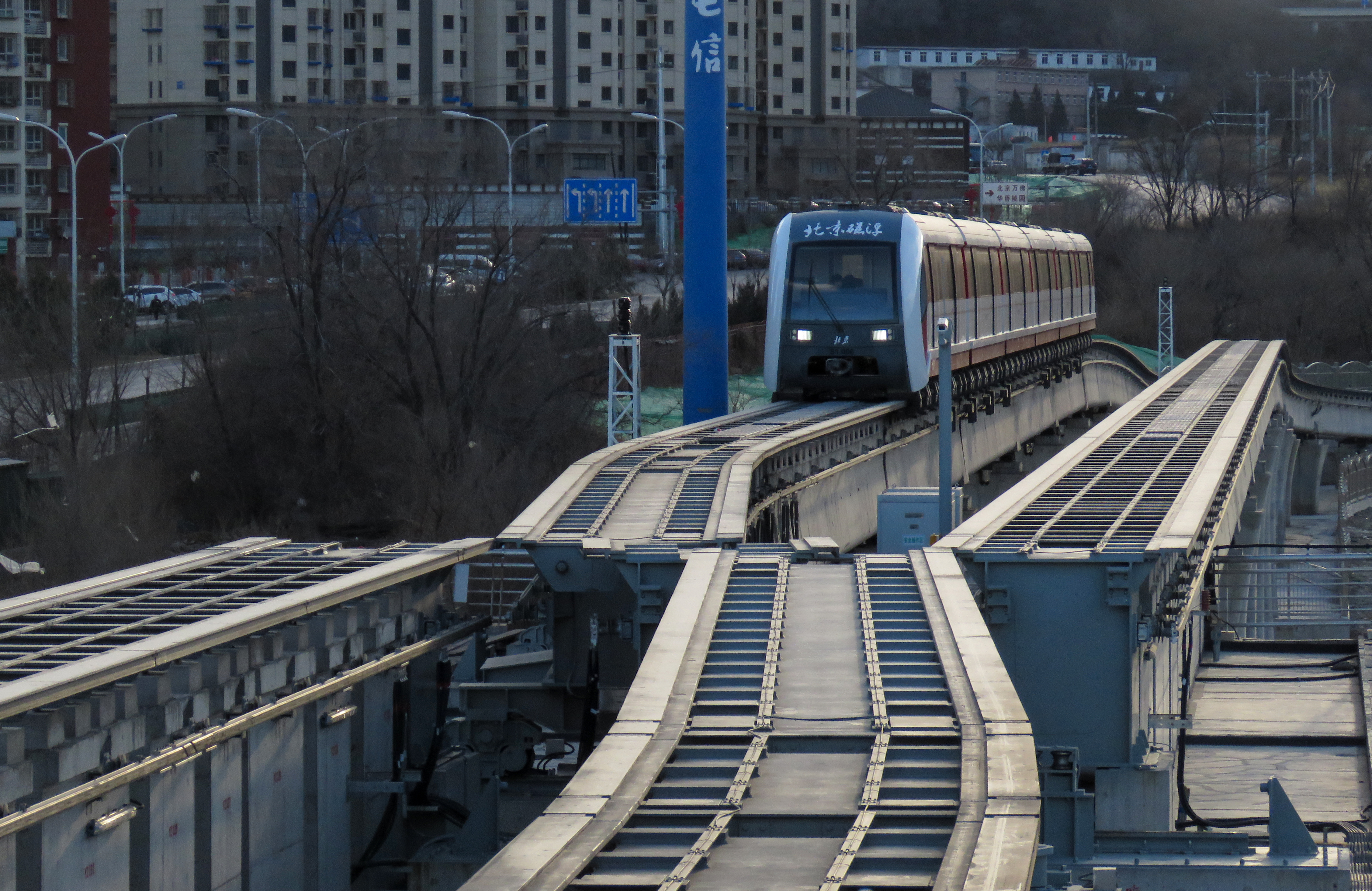
열차 회차 전, 스창역 뒷편 선로 변경 과정 (2018년 1월 촬영)

### 층별 구조
이 역은 4기둥, 3경간 구조와 2면 2선 상대식 승강장 설계를 갖춘 고가역이다. 승강장 레벨의 전체 길이는 92.9m, 너비는 23.8m이다.
| 지상 2층 승강장 층 | 상대식 승강장, 오른쪽 출입문이 열림 | 상대식 승강장, 오른쪽 출입문이 열림           |
| 지상 2층 승강장 층 | ←                                   | ■ S1선 하차 전용 승강장                       |
| 지상 2층 승강장 층 | →                                   | ■ S1선 핑궈위안 방면 (샤오위안)               |
| 지상 2층 승강장 층 | 상대식 승강장, 오른쪽 출입문이 열림 |                                               |
| 지면층 대합실 층   | 대합실                              | A-B출입구, 고객센터, 자동 매표기, 출입 게이트 |

### 대합실

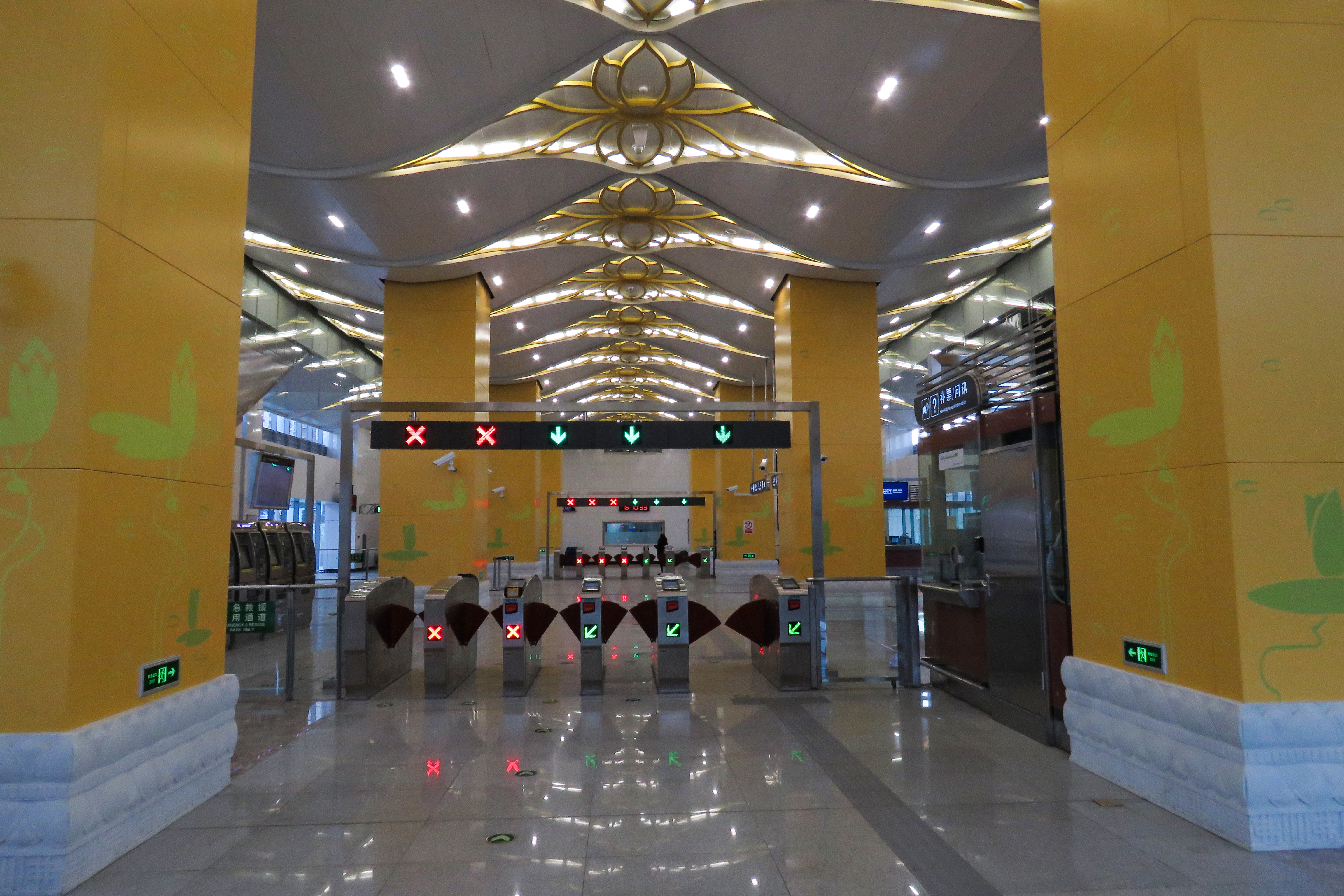
스창역 대합실 (2018년 1월 촬영)

이 역의 대합실은 1층에 위치해 있으며, 대합실 중앙의 무료 구역에는 고객 서비스 센터, 자동 티켓 판매기 등의 시설이 구비되어 있다. 유료 구역은 북쪽과 남쪽 구역으로 분리되어 있다. 이 역의 화장실은 남쪽 유료 구역에 위치하고 있으며 승강장으로 연결되는 엘리베이터는 북쪽 유료 구역에 위치한다. 대합실에 있는 두 줄의 기둥은 전통적인 불교색인 노란색을 주색으로 하고 연꽃 문양으로 칠해져 있으며, 천장도 연꽃 모양이다.

### 승강장
이 역은 2면 2선식 상대식 승강장으로 설계되어, 둘 다 반밀폐형 스크린도어가 설치되어 있다. 승강장 천장은 연꽃 모양을 채택하여 탄저사(潭柘寺)의 불교 문화 디자인 이미지를 표현한다.

## 출구
이 역은 A(서쪽)와 B(동쪽)의 2개 출입구가 있다.
|                     |                     |                                                                            |      |             |
| 출구                | 지시                | 출구 인근                                                                  | 사진 | 무장애 시설 |
| 出口 · A            | 스룽 남로(石龙南路) | 스룽 남로(石龙南路) 서측, 스먼잉신3구(石门营新三区), 스먼잉4구(石门营四区) |      |             |
| 出口 · B            | 스룽 남로(石龙南路) | 스룽 남로(石龙南路) 서측, 스먼잉신3구(石门营新三区), 스먼잉4구(石门营四区) |      |             |
| 아이콘 설명: 경사로 |                     |                                                                            |      |             |